# Paxten Aaronson
Paxten Aaronson (Medford, 2003. augusztus 26. –) amerikai válogatott labdarúgó, az Utrecht játékosa kölcsönben a német Eintracht Frankfurt csapatától.

## Pályafutása

### Klubcsapatokban
Aaronson a New Jersey állambeli Medford városában született. Az ifjúsági pályafutását a Philadelphia Union akadémiájánál kezdte.
2021-ben mutatkozott be a Philadelphia Union első osztályban szereplő felnőtt keretében. Először a 2021. május 31-ei, Portland Timbers ellen 3–0-ra megnyert mérkőzés 89. percében, Leon Flach cseréjeként lépett pályára. Első gólját 2021. augusztus 9-én, a New England Revolution ellen idegenben 2–1-re elvesztett találkozón szerezte meg. 2023. január 1-jén 4½ éves szerződést kötött a német első osztályban érdekelt Eintracht Frankfurt együttesével.
2024 januárjában kölcsönbe került a szezon végéig a holland Vitesse csapatához. Június 21-én jelentették be, hogy kölcsönben csatlakozik az Utrecht kulbjához.

### A válogatottban
Aaronson 2021 óta tagja az amerikai U20-as válogatottnak.
2023-ban debütált a felnőtt válogatottban. Először a 2023. január 29-ei, Kolumbia ellen 0–0-ás döntetlennel zárult mérkőzésen lépett pályára.

## Statisztikák
2022. november 5. szerint
| Klub               | Szezon   | Osztály  | Bajnokság | Bajnokság | Kupa  | Kupa | Nemzetközi | Nemzetközi | Összesen | Összesen |
| Klub               | Szezon   | Osztály  | Meccs     | Gól       | Meccs | Gól  | Meccs      | Gól        | Meccs    | Gól      |
| ------------------ | -------- | -------- | --------- | --------- | ----- | ---- | ---------- | ---------- | -------- | -------- |
| Philadelphia Union | 2021     | MLS      | 16        | 3         | 0     | 0    | 1          | 0          | 17       | 3        |
| Philadelphia Union | 2022     | MLS      | 24        | 1         | 1     | 0    | —          | —          | 25       | 1        |
| Philadelphia Union | Összesen | Összesen | 40        | 4         | 1     | 0    | 1          | 0          | 42       | 4        |
| Összesen           | Összesen | Összesen | 40        | 4         | 1     | 0    | 1          | 0          | 42       | 4        |

### A válogatottban
| Válogatott       | Év       | Pályára lépés | Gól |
| ---------------- | -------- | ------------- | --- |
| Egyesült Államok | 2023     | 1             | 0   |
| Összesen         | Összesen | 1             | 0   |

## Sikerei, díjai
Amerikai U20-as válogatott
- U20-as CONCACAF-bajnokság
  - Győztes (1): 2022